# NGC 3909
NGC 3909 ist ein offener Sternhaufen im Sternbild Zentaur. Er wurde am 1. März 1835 von John Herschel entdeckt.